# Сартон (лунный кратер)
Кратер Сартон (лат. Sarton) — крупный древний ударный кратер в северном полушарии обратной стороны Луны. Название присвоено в честь бельгийско-американского химика и историка науки Жоржа Альфреда Леона Сартона (1884—1956) и утверждено Международным астрономическим союзом в 1970 г. Образование кратера относится к нектарскому периоду.

## Описание кратера
С северо-западной стороны к кратеру Сартон примыкает кратер Вебер. Другими ближайшими соседями кратера являются кратер Кулон на северо-востоке; кратер Вегенер на юго-востоке; кратеры Вуд и Ландау на юге и кратер Гульстранд на западе-юго-западе. Селенографические координаты центра кратера 49°07′ с. ш. 121°08′ з. д. / 49,12° с. ш. 121,14° з. д., диаметр 71,3 км, глубина 2,75 км.
Кратер Сартон имеет полигональную форму и умеренно разрушен. Вал сглажен, западный и восточный участки вала немного спрямлены, западная часть вала отмечена скоплением мелких кратеров. Внутренний склон террасовидной структуры, неравномерный по ширине, максимальной ширины достигает в южной части. Высота вала над окружающей местностью достигает 1280 м, объем кратера составляет приблизительно 4200 км³. Дно чаши ровное, вероятно затоплено лавой, в центре чаши расположен массивный округлый двойной центральный пик. На северо-западе от центрального пика расположен приметный маленький чашеобразный кратер.
Кратер расположен внутри образования диаметром 530 км неофициально именуемого бассейн Кулон-Сартон.

## Сателлитные кратеры
| Сартон | Координаты                                              | Диаметр, км |
| ------ | ------------------------------------------------------- | ----------- |
| L      | 46°50′ с. ш. 120°20′ з. д. / 46,83° с. ш. 120,34° з. д. | 43,7        |
| Y      | 51°16′ с. ш. 121°45′ з. д. / 51,26° с. ш. 121,75° з. д. | 25,3        |
| Z      | 51°21′ с. ш. 121°01′ з. д. / 51,35° с. ш. 121,02° з. д. | 28,2        |

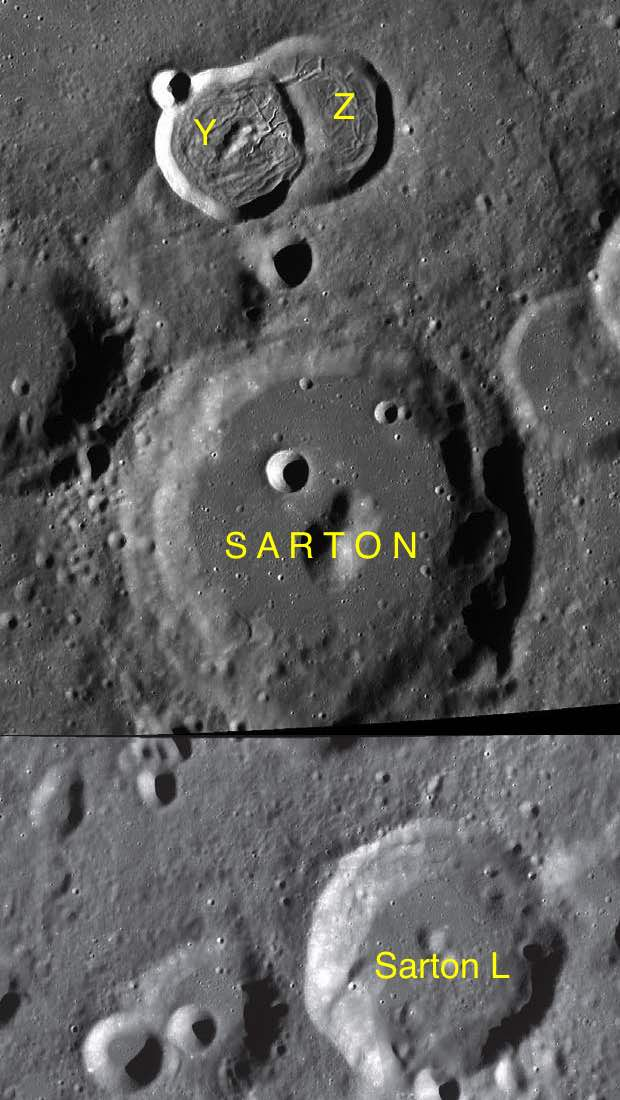
Фрагменты карт LAC-20, LAC-35.

- Образование сателлитного кратера Сартон L относится к нектарскому периоду[1].